# Вітам
Вітам (Вітем, Уїтем, англ. Witham) — річка у Англії, протікає переважно по території графства Лінкольншир. Бере початок біля міста Грантем, тече спочатку з півдня на північ, в межах міста Лінкольн змінює напрямок й далі тече на південний схід, проходить містом Бостон, на півдні якого впадає у припливновідливну річку Хейвен (англ. The Haven), яка впадає у затоку Вош Північного моря.
Судноплавним каналом Фосс-Дейк (англ. Foss Dake) річку Вітем у місті Лінкольн з'єднано з річкою Трент біля селища Торксі.
Назва річки доволі стародавня і її походження нез'ясоване.

## Виноски
1. ↑   Cameron, Kenneth (1998). A Dictionary of Lincolnshire Place-names. English Placenames Society. p. 142. (англ.)